# Take Care (filme)
Take Care (Brasil: Se Cuida ) é um filme estadunidense de comédia dramática de 2014 dirigido por Liz Tuccillo. A trama envolve uma mulher que, após ser atropelada por um carro, percebe que seus amigos não querem realmente cuidar bem dela, então ela pede a ajuda de seu ex namorado, de quem ela cuidou quando ele estava doente durante o relacionamento.

## Elenco
- Leslie Bibb como Frannie
- Tracee Chimo como Rachel
- Kevin Curtis como Lawrence
- Nadia Dajani como Fallon
- Betty Gilpin como Jodi
- Michael Godere como Jason
- Marin Ireland como Laila
- Elizabeth Rodriguez como enfermeira Janet
- Thomas Sadoski como Devon
- Michael Stahl-David como Kyle
- Tim Wu como Chef Wu
- Heena Shim como amiga (sem créditos)

## Recepção
O filme tem uma classificação de 25% no Rotten Tomatoes. No Metacritic, o filme tem uma pontuação de 34 em 100 com base em 8 críticos, indicando "críticas geralmente desfavoráveis". Glenn Kenny do RogerEbert.com concedeu ao filme duas estrelas. Sandie Angulo Chen da Common Sense Media deu ao filme duas estrelas de cinco.